# Гасдрубал Лысый
Гасдрубал Лысый (финик. 𐤏𐤆𐤓𐤁𐤏𐤋, «Помощь Ваала») — карфагенский полководец во Второй Пунической войне . В 215 г. до н. э. Гасдрубал был отправлен Карфагеном, чтобы захватить неспокойную римскую территорию Сардинию, но его флот потерпел крушение по пути во время шторма у Балеарских островов. К тому времени, как Манлий Торкват перегруппировался и прибыл на место, он уже в значительной степени усмирил территорию, разгромив Гиоста, сына сардинского вождя Гампсикоры, и был хорошо подготовлен к прибытию Гасдрубала. Манлий с легкостью разгромил объединенные силы карфагенян и сардинцев в битве при Децимоманну, в которой Гасдрубал Лысый был взят в плен.